# کالویوو
کالویوو (انگلیسی: Kaluyevo) یک شهرک در شهرستان اوچالینسکی استان باشقیرستان کشور روسیه است.